# 루이스호 (앨버타주)

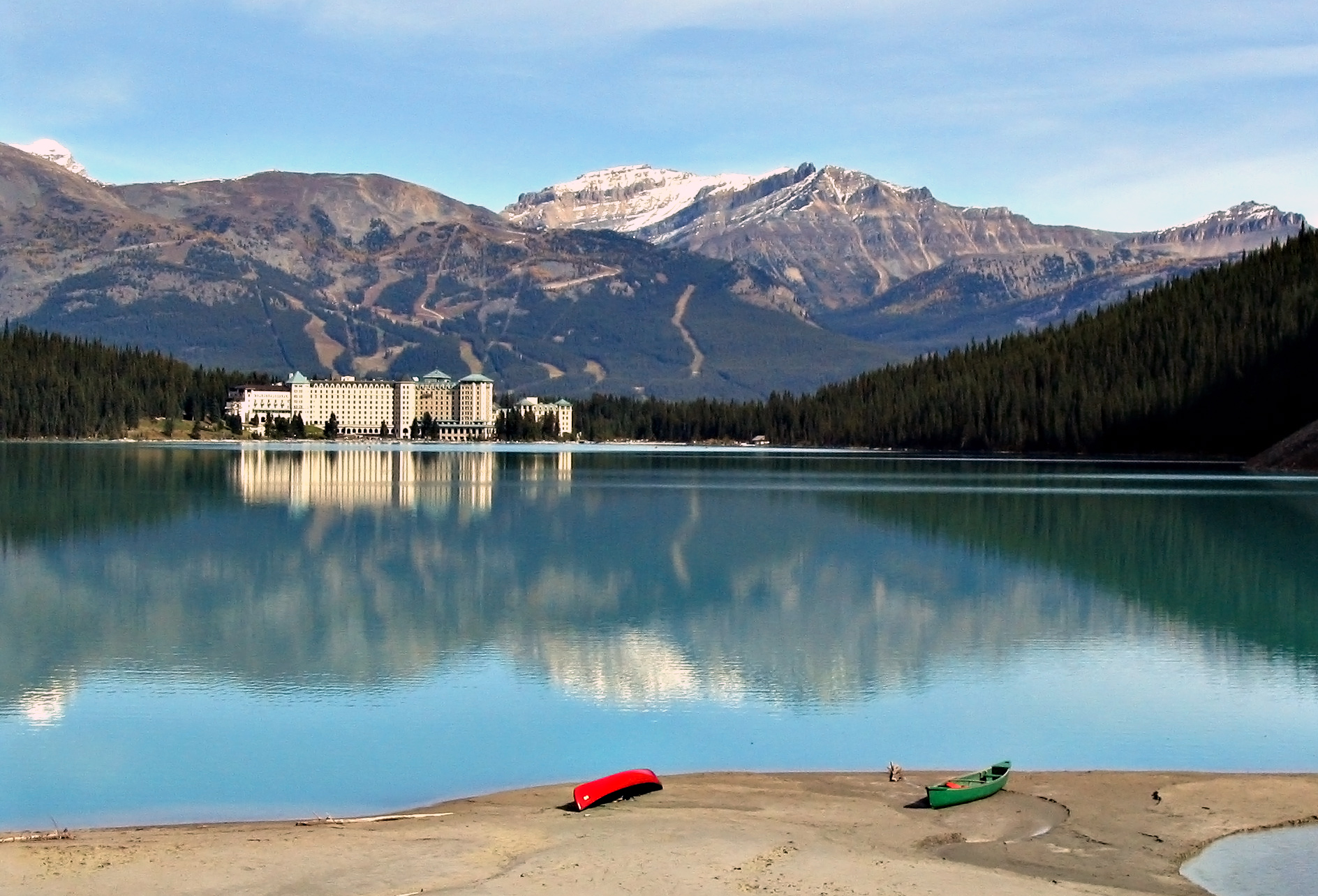

루이스호(Lake Louise)는 캐나다 앨버타주의 밴프 국립공원 로키산맥(Rocky Mts.)에 위치한 호수이다. 스토니 나코타 퍼스트 네이션에 의해 '작은 물고기의 호수'(ho-run-num-nay, Lake of the Little Fishes)로 불린다. 호수에는 맑은 날씨에 옥색(에메랄드) 빛을 띄는데, 이는 호수의 물속에 함유된 석회질 성분과 햇빛의 조화로 인한 현상이다.
'루이스호'라는 이름은 빅토리아 여왕과 앨버트 공의 넷째딸 영국 왕녀 루이즈(1848~1939년)의 이름을 따서 지어졌다.
호수에서 할 수 있는 여가활동에는 호수 옆으로는 간단히 거닐 수 있는 트레일이 있고 루이스호에서 비하이브까지 다녀오는 10 km 가량의 트래킹, 그리고 호수 위에서 즐길 수 있는 카누와 카약킹이 있다. '세계 10대 절경' 중의 하나라고 하는 루이스호는 대한민국 사람들에게 유키 구라모토의 피아노곡 'Lake Louise'를 통해 더욱 잘 알려졌다.
호수 뒷편에는 장엄한 규모의 빙하가 있는데 이 빙하의 이름은 빅토리아 빙하이다. 이름의 어원은 빅토리아 시대를 연 영국의 빅토리아 여왕이다. 루이스호의 이름도 빅토리아의 넷째 딸인 루이스 캐롤라인 앨버타(Louise Caroline Alberta)에서 유래한 것이다.
밴프에서 약 60km 떨어진 곳에 위치하며, 세계 10대 절경중의 하나인 이 호수는 길이 2.4km, 수심 70m이며, 얼음이 흘러 내려 고인 빙하호수이다.